# Conometopus ochraceus
Conometopus ochraceus är en insektsart som beskrevs av Blanchard 1851. Conometopus ochraceus ingår i släktet Conometopus och familjen Ommexechidae. Inga underarter finns listade i Catalogue of Life.